# 鯉淵村
鯉淵村（こいぶちむら）は茨城県東茨城郡にかつて存在した村である。

## 地理
- 旧友部町、現在の笠間市の東部に位置する。
- 旧内原町の南部、現在の水戸市の西部に位置する。
- 村の東部には涸沼川の支流が流れている。
- 村域はほとんど台地で平地は東部の一部にある。

## 歴史

### 村域の変遷
- 1889年（明治22年）4月1日 - 町村制施行により、鯉淵村・下野新田・五平村・高田村が合併し東茨城郡鯉淵村が発足。
- 1955年（昭和30年）3月31日 - 市町村合併により消滅。
  - 鯉淵・五平の一部は西茨城郡友部町に編入。
  - 残部は下中妻村・中妻村と合併し、内原村が発足。

変遷表
| 1868年 以前 | 1868年 以前   | 明治11年 | 明治22年 4月1日 | 昭和30年 3月31日 | 昭和40年 1月1日 | 平成17年 2月1日 | 平成18年 3月19日 | 現在   |
| ----------- | ------------- | -------- | --------------- | ---------------- | --------------- | --------------- | ---------------- | ------ |
|             | 鯉淵村        | 鯉淵村   | 鯉淵村          | 友部町 に編入    | 友部町          | 友部町          | 笠間市           | 笠間市 |
|             | 鯉淵村        | 鯉淵村   | 鯉淵村          | 内原村           | 町制            | 水戸市 に編入   | 水戸市           | 水戸市 |
|             | 田沢村        | 高田村   | 鯉淵村          | 内原村           | 町制            | 水戸市 に編入   | 水戸市           | 水戸市 |
|             | 高野村        | 高田村   | 鯉淵村          | 内原村           | 町制            | 水戸市 に編入   | 水戸市           | 水戸市 |
|             | 下野新田      |          | 鯉淵村          | 内原村           | 町制            | 水戸市 に編入   | 水戸市           | 水戸市 |
|             | 五平村        |          | 鯉淵村          | 内原村           | 町制            | 水戸市 に編入   | 水戸市           | 水戸市 |
|             | 友部町 に編入 | 友部町   | 鯉淵村          | 友部町           | 笠間市          | 笠間市          |                  |        |

## 大字
- 鯉淵（こいぶち）
- 下野新田（しものしんでん）
- 五平（ごへい）
- 高田（たかだ）

## 人口・世帯

### 人口
総数 [単位： 人]
| 1891年（明治24年） | 2,267 |
| 1905年（明治36年） | 2,758 |
| 1920年（大正 9年） | 3,332 |
| 1935年（昭和10年） | 3,652 |
| 1950年（昭和25年） | 6,401 |

### 世帯
総数 [単位： 世帯]
| 1920年（大正 9年） | 662   |
| 1935年（昭和10年） | 703   |
| 1950年（昭和25年） | 1,134 |